# Paul Vergès
Paul Vergès (ur. 5 marca 1925 w Ubon Ratchathani w Tajlandii, zm. 12 listopada 2016 w Saint-Denis) – francuski i reunioński polityk, działacz komunistyczny, wieloletni parlamentarzysta, przewodniczący rady regionalnej Reunionu.

## Życiorys
Od 1942 zaangażowany w działalność reuniońskich komunistów. W 1959 założył Komunistyczną Partię Reunionu, uniezależniając to ugrupowanie od Francuskiej Partii Komunistycznej. Liderem PCR pozostawał przez 34 lata do czasu, gdy w 1993 stanowisko sekretarza generalnego objął Élie Hoarau.
Od 1979 do 1989 przez dwie kadencje był deputowanym do Parlamentu Europejskiego. Zasiadał w Grupie Komunistów i Sojuszników, pracował m.in. w Komisji ds. Rozwoju i Współpracy. Ponownie sprawował mandat europosła w okresie 2004–2007. Trzykrotnie zasiadał w Zgromadzeniu Narodowym (1956–1958, 1986–1988 i 1993–1996). Od 1996 do 2004 był członkiem francuskiego Senatu.
Był radnym rady regionalnej Reunionu, w 1998 wybrano go na jej przewodniczącego (prezydenta regionu). W 2004 uzyskał reelekcję na kolejną sześcioletnią kadencję. W 2007 ubiegał się o mandat deputowanego Zgromadzenia Narodowego XIII kadencji, przegrał jednak w drugiej turze z Didierem Robertem z UMP. W 2010 również Didier Robert pokonał go w wyborach regionalnych. W 2011 ponownie został wybrany do Senatu.
Paul Vergès był żonaty, miał troje dzieci. Był bratem bliźniakiem adwokata Jacques'a Vergès.